# The Serpent's Egg
Pour l’article homonyme, voir L'Œuf du serpent.
Albums de Dead Can Dance
Within the Realm of a Dying Sun
(1987) Aion
(1990)
The Serpent's Egg est le titre du quatrième album du groupe Dead Can Dance. Il est sorti le 24 octobre 1988 sous le numéro de catalogue CAD808 chez 4AD.
Le groupe délaisse ici presque totalement l'influence classique aperçue sur Within the Realm of a Dying Sun. Le ton sombre et funèbre qui y régnait est ici remplacé par une ambiance plus lumineuse. Sont également présentes quelques influences ethniques, de quoi annoncer les prémices de la direction que le groupe prendra des années plus tard sur Spiritchaser.

## Morceaux de l'album
Tous les titres ont été écrits et composés par Dead Can Dance.
1. The Host of Seraphim - 6:18
2. Orbis de Ignis - 1:35
3. Severance - 3:22
4. The Writing on My Father's Hand - 3:50
5. In the Kingdom of the Blind the One-Eyed Are Kings - 4:12
6. Chant of the Paladin - 3:48
7. Song of Sophia - 1:24
8. Echolalia - 1:17
9. Mother Tongue - 5:16
10. Ullyses - 5:09

## Membres

### Dead Can Dance
- Lisa Gerrard : chant, production
- Brendan Perry : chant, vielle à roue, production

### Additionnels
- David Navarro Sust : chant
- Alison Harling et Rebecca Jackson : violon
- Sarah Buckley et Andrew Beesley : alto
- Tony Gamage : violoncelle
- John A. Rivers : production